# Rimini
Rimini je grad i luka u sjevernoj talijanskoj pokrajini Emiliji-Romagni, na ušću rijeke Marecchije u Jadransko more. On je jedini važniji obalni grad u ovoj pokrajini i jedan je od najvećih gradova na zapadnoj obali Jadrana.
Grad se ubraja u najpoznatije mondeno talijansko ljetovalište s 135.886 stanovnika 2006. god. Najrazvijenije grane gospodarstva su turizam, te prehrambena i tekstilna (svila) industrija.

## Zemljopisne odlike
Rimini se nalazi na prijelazu iz središnje u sjevernu Italiju, i od Rima je udaljen 400 km sjeverno, a od Bolonje 120 km jugoistočno. San Marino se nalazi svega 10 km jugozapadno i njeni stanovnici prometno i gopspodarski ovise o Riminiju.
Rimini je smješten na jugoistočnom kraju Padske doline, uz Jadransko more, na oko 5 m visine; dok su sjeveroistočni dijelovi Apenina tek 10 km južno od grada. 
Klima je promjenjivo-sredozemna klima sa značajnim utjecajima umjerene kontinentalne klime s kopna. Stoga su ljeta veoma topla, a zimi je snijeg češća pojava i hladnije je u odnosu na veći dio južne Italije. 
Kroz grad protječu i dvije manje rijeke koje se tu ulijevaju u more - Marechia i Ausa.

## Povijest
Od 268. god. ima status kolonije i važno rimsko vojno uporište. Od 11. do 16. st. prolazi različite oblike uprave (slobodna komuna, pod vlašću porodice Malatesta, Mletačka Republika i na kraju u sklopu Papinske države do 1860.).
Prije nego što je postao rimska kolonija u području Riminija su živjeli Etruščani, Umbri, Grci i Gali. Gali su naseljavali te krajeve od 6. stoljeća pr. Kr., ali su ih na kraju Rimljani pobijedili 283. pr. Kr. kada je područje ponovo vraćeno Umbrima. Rimljani su 268. pr. Kr. tu osnovali koloniju Ariminum kao utvrdu protiv najezde Gala, ali i kao polaznu točku za osvajanje Padske doline. Rimini je bio i raskršće putova koji su povezivali središnju Italiju preko Flaminijeve ceste (Via Flaminia) i sjevernu Italiju preko Via Emilije. Grad je sudjelovao i u građanskim ratovima isprva na strani Gaja Marija, a potom Cezara. Nakon što je ovdje prešao rijeku Rubikon Cezar se legijama obratio na forumu Riminija. Rimini je privlačio pažnju više rimskih careva, kao što su bili August, Tiberije i Hadrijan. Tada su sagrađeni Augustov slavoluk, Tiberijev most i amfiteatar. Zapadnorimska carica Gala Placidija je izgradila crkvu svetog Stjepana. U Riminiju je održan jedan od ranih kršćanskih sabora 359. godine pod pokroviteljstvom cara Konstancija II.
Kada su Ostrogoti upali u Italiju, barbarski kralj Odoakar je 493. godine bio prisiljen predati se gotskom kralju Teodoriku koji ga je opsjeo u Raveni. Za vrijeme Gotskoga rata Rimini je više puta prelazio iz ruke u ruku. U blizini grada Justinijanov vojskovođa Narzes pobijedio je Alemane 553. godine. Grad je potom bio pod upravom Bizantskog Carstva kao dio Ravenskog egzarhata. Langobardski kralj Liutprand ga je zauzeo 728. godine, ali su ga 735. Bizantinci povratili. Franački kralj Pipin Mali je Rimini predao papi, ali je tijekom kasnijih ratova papa i talijanskih gradova (Lombardska liga) Rimini ratovao na strani talijanskih gradova. U srednjem vijeku tu su izgrađene brojne crkve i poticala se umjetnost, te je najpoznatija bila riminska škola slikarstva (14. stoljeće). Obitelj Malatesta je s malim prekidima vladala gradom od 1239. do 1528. godine. Početkom 16. stoljeća Rimini je bio manje značajan grad Papinske države.
Do 18. stoljeće grad je bio na udaru pljačkaških vojski, zemljotresa, gladi, poplava i piratskih napada. Zbog slabljenja gospodarstva grada ribarstvo je postalo glavni izvor prihoda. Rimini je nakon prolaska francuske vojske 1797. godine postao dio Cisalpinske Republike. Napoleonova vlast je gušila monaške redove i zaplijenila je samostansku imovinu. Nakon Napoleonovog poraza stari poredak je obnovljen u Italiji, a 1860. Rimini je postao dio Kraljevine Italije.
Grad se veoma razvio nakon Drugog svjetskog rata, tako da se doslovno spojio s gradićima Cezenatico na sjeveru i Riccione na jugu.

## Znamenitosti
Tu se nalaze starine iz rimskog doba: Augustov slavoluk (27. pr. Kr.), Tiberijev most (14. – 21. god.) od istarskog kamena, te dijelovi amfiteatra iz 2. st. koji je izvorno imao eliptični oblik promjera 117,7 x 88 metara, s arenom od 73 x 44 metra, i kapaciteta od 15.000 gledatelja. 
Srednjovjekovne palače i crkve su pretežito iz 13. i 14. st.:
- Katedrala (Tempio Malatestiano) sagrađena 13. st. u gotičkom stilu, a kasnije je obnovljena u renesansi pod Malatestama. Freske oslikao Piero della Francesca;
- Crkva San Giuliano Martire (1553. – 1575.) u kojoj se nalazi ogromna Veroneseova slika;
- Utvrda Sismondo;
- Crkva Svetoga Ivana Krstitelja.

- Tiberijev most
- Kaštel Sismondo
- Unutrašnjost katedrale
- Bramanteov tempietto na Trgu tri mučenika
- San Giuliano Martire

## Stanovništvo
Godine 2008. Rimini je imao preko 140.000 stanovnika, tri puta više nego na početku 20. stoljeća (značajan porast za talijanske omjere).
Grad danas ima veliki dio emigranata (10% gradskog stanovništva), doseljenika iz svih krajeva svijeta.

### Poznati stanovnici
| - Pier Paolo Bianchi (motociklist, 1952. – ) - Claudio Maria Celli (aktualni biskup, 1941. – ) - Federico Fellini (filmski redatelj, 1920. – 1993.), dobitnik 5 oskara - Roberto Paci Dalò (skladatelj i likovni umjetnik, 1962. – ) - Elio Pagliarani (pjesnik i književni kritičar, 1927. – ) - Renzo Pasolini (motociklist, 1938. – 1973.) | - Hugo Pratt (strip autor, 1927. – 1995.) - Delio Rossi (nogometni manadžer, 1960. – ) - Loris Stecca (bivši vjetski prvak u boksu, 1960.) - Roberto Valturio (inženjer i pisac, 1405. – 1475.) - Carlton Myers (košarkaš rođen u Londonu 1971.) |

## Gradovi prijatelji
| - Djibouti, Džibuti - Fort Lauderdale, SAD - Lattakia, Sirija - Limanu, Rumunjska - Linköping, Švedska - Playa del Carmen, Meksiko | - Saint-Maur-des-Fossés, Francuska - Seraing, Belgija - Soči, Rusija - Ziguinchor, Senegal - Yangzhou, Kina |

## Vanjske poveznice
- Službene turističke stranice Riminija (engl.) (tal.)
- Visit Rimini (engl.)